# VinFast VF 3
VinFast VF 3 – elektryczny mikrosamochód typu crossover produkowany pod wietnamską marką VinFast od 2024 roku.

## Historia i opis modelu

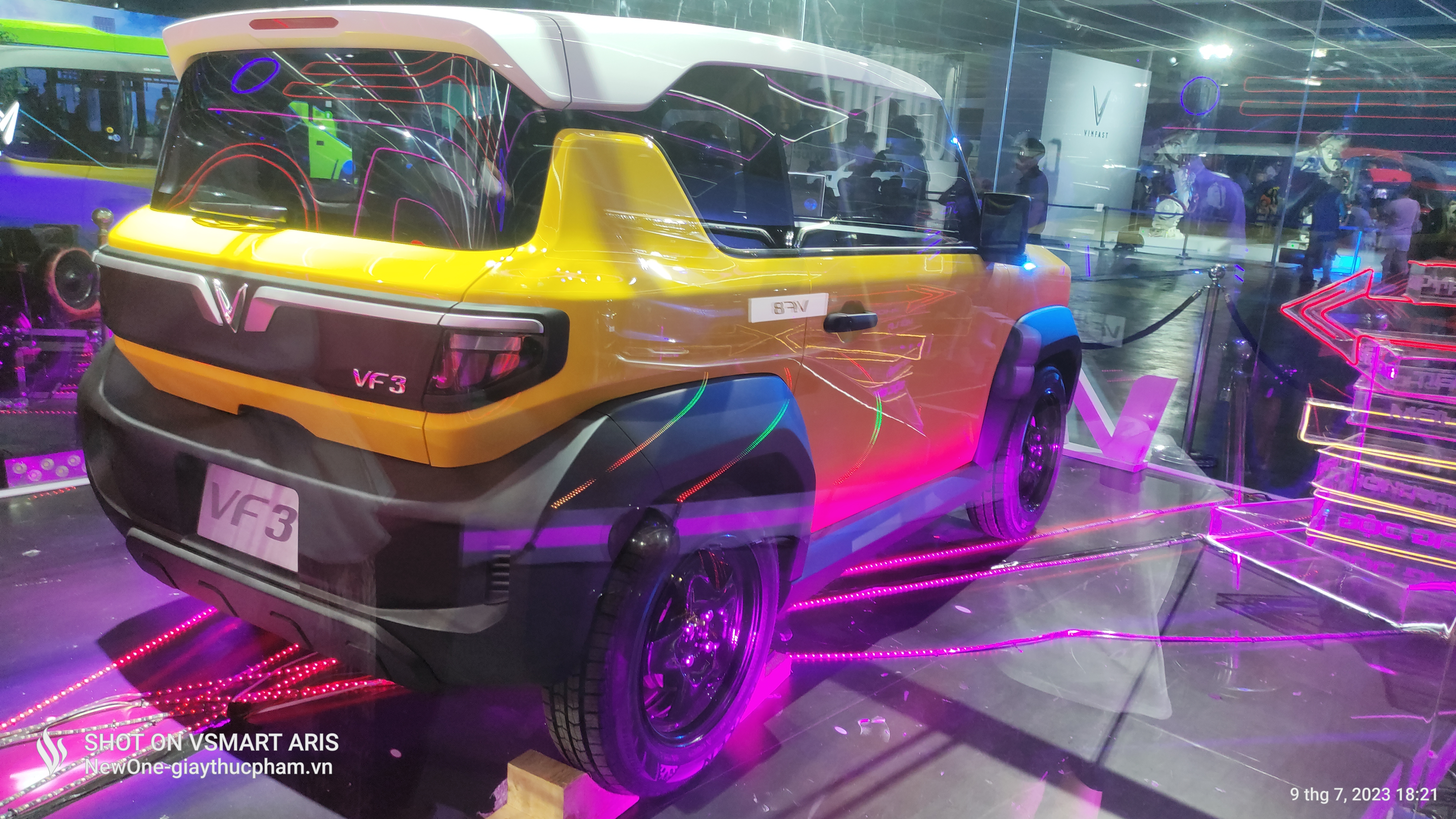
VinFast VF 3 - tył

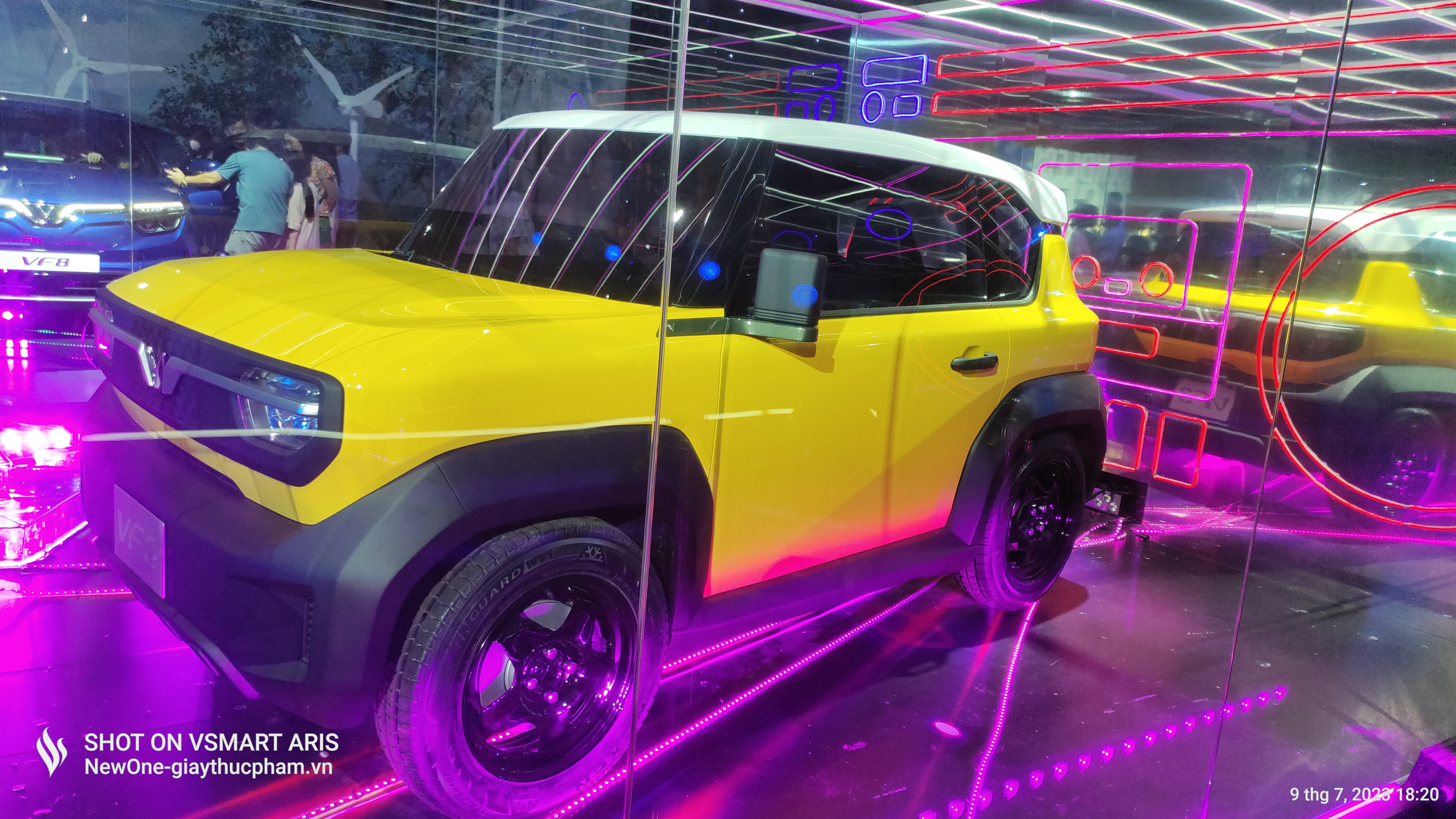
VinFast VF 3 podczas premiery

W czerwcu 2023 wietnamski VinFast przedstawił pierwsze oficjalne informacje na temat swojego najmniejszego i najtańszego samochodu w gamie, plasującego się poniżej dotychczasowego wyjściowego modelu VF 5. Podobnie jak reszta portfolio, VF 3 przyjął postać podwyższonego crossovera, w przeciwieństwie do nich zachowującego jednak bardziej kanciaste i pudełkowate proporcje. Dwubarwne nadwozie zyskało masywne nadkola, pionowo scięty przód i jedną parę drzwi.
Minimalistyczna i prosta deska rozdzielcza zyskała jeden duży wyświetlacz przed kierowcą, z minimalnym zakresem przełączików i innych funkcji w konsoli centralnej. Zredukowano także fizyczne przyciski, włączając w to także sterowanie za pomocą guzików kierunków jazdy. Pomimo małego, niespełna 3,1 metrowego nadwozia, VF 3 jest samochodem 4-osobowym.

### Sprzedaż
W przeciwieństwie do innych modeli w gamie VinFast, VF 3 został zbudowany wyłącznie z myślą o wewnętrznym rynku wietnamskim, z rozpoczęciem regularnej sprzedaży wyznaczonym na wrzesień 2023. Jako głównego konkurenta taniego elektrycznego mikrosamochodu określono debiutującego w międzyczasie chińskiego Wulinga Hongguanga Mini EV.  Pierwsze dostawy rozpoczęły się w drugiej połowie 2024 roku.

### Dane techniczne
VinFast VF 3 to samochód elektryczny, którego specyfikacja techniczna została przedstawiona dopiero rok po premierze. Samochód wyposażono w silnik o mocy 43 KM, z 110 Nm maksymalnego momentu obrotowego i 5,3 sekundy sprintu od 0 do 50 km/h. Bateria litowo-jonowa o pojemności 18,64 kWh umożliwiła uzyskać do 210 kilometrów zasięgu w cyklu mieszanym.